# Salimata Lam
Pour les articles homonymes, voir Lam.
 (décembre 2018).
Salimata Lam est une défenseure des droits humains mauritanienne. Elle milite contre l'esclavage , et est coordinatrice nationale de l'organisation non gouvernementale S. O. S. Esclaves.
Lam est la coordonnatrice de S. O. S. Esclaves, une organisation non-gouvernementale fondée en 1995 par l'avocat mauritanien Boubacar Ould Messaoud, pour aborder la question de l'esclavage moderne. L'organisation de Lam s'oppose également aux mariages forcés. En août 2015, les efforts des organisations de lutte contre l'esclavage, y compris S O S Esclaves, ont abouti à l'établissement de lois en Mauritanie, qui prévoient des peines de prison pour les délinquants de dix à vingt ans, ainsi que la criminalisation de l'acte de mariages forcés. En 2015, lors d'un entretien avec Al Jazeera, cependant, Lam a indiqué que, malgré la présence de ces modifications dans la constitution,« un seul possesseur d'esclaves a réellement été poursuivi en justice pour possession d'esclaves ».
En 2017, Lam a été nommée pour le prix de la Nouvelle Femme Africaine dans la Société Civile, mais c'est Theresa Kachindamoto du Malawi qui l'a reçu.